# Mordellistena lesbia
Mordellistena lesbia is een keversoort uit de familie spartelkevers (Mordellidae). De wetenschappelijke naam van de soort is voor het eerst geldig gepubliceerd in 1965 door Ermisch.